# Ouragan Flora
 (février 2014).
Si vous disposez d'ouvrages ou d'articles de référence ou si vous connaissez des sites web de qualité traitant du thème abordé ici, merci de compléter l'article en donnant les références utiles à sa vérifiabilité et en les liant à la section « Notes et références ».
L'ouragan Flora est un ouragan de la saison cyclonique 1963 dans l'océan Atlantique nord. Actif à Cuba, à la Jamaïque, sur Hispaniola et en Floride entre le 26 septembre 1963 et le 22 octobre 1963, il a causé la mort de 7 100 à 8 000 personnes.
L'ouragan Flora a causé 528 millions de dollars de dégâts.